# تخت قورباغه
تخت قورباغه (نام علمی: Hydrocharis) نام یک سرده از تیره تخت‌قورباغه‌ایان است.